# Bill Beveridge
William Stephen Beveridge (* 1. Juli 1909 in Ottawa, Ontario; † 13. Februar 1995 ebenda) war ein kanadischer Eishockeytorwart, der während seiner aktiven Karriere zwischen 1929 und 1945 unter anderem für die Detroit Cougars, Ottawa Senators, St. Louis Eagles, Montreal Maroons und New York Rangers in der National Hockey League gespielt hat.

## Karriere
Beveridge spielte zunächst zwischen 1924 und 1929 für die Ottawa Shamrocks und Ottawa New Edinburghs, bevor er Ottawa zur Saison 1929/30 von den Detroit Cougars aus der National Hockey League abgekauft wurde. Nach einer wenig erfolgreichen Spielzeit kehrte der Torwart in seine Geburtsstadt zurück und kam bei den Ottawa Senators in der NHL zum Einsatz. Als diese in der Spielzeit 1931/32 den Spielbetrieb aussetzten, fand sich Beveridge in der Canadian-American Hockey League bei den Providence Reds wieder, mit denen er am Saisonende die Meisterschaft gewann.
Zur Saison 1932/33 kehrte der Kanadier dann zu den Senators und auch in die NHL zurück, ehe er schließlich 1934 mit der Mannschaft nach St. Louis umzog, wo das Team fortan als St. Louis Eagles spielte. Da das Team nach dem Spieljahr 1934/35 den Spielbetrieb aber endgültig einstellte, wurde Beveridge im Dispersal Draft, der die restlichen Spieler des Teams auf die anderen NHL-Franchises verteilte, von den Canadiens de Montréal ausgewählt. Diese verkauften ihn jedoch umgehend an den amtierenden Stanley-Cup-Sieger Montreal Maroons, wo der Schlussmann bis 1938 blieb.
Anschließend war er in der International-American Hockey League für die Syracuse Stars, New Haven Eagles, Providence Reds und Syracuse Stars sowie die Buffalo Bisons und Cleveland Barons in der American Hockey League aktiv. Diese liehen ihn im Januar 1943 für den Rest der Saison 1942/43 an die New York Rangers aus der NHL aus. Während des Zweiten Weltkriegs schloss er sich der Canadian Army an und ließ seine Karriere, die er 1945 beendete, bei den Ottawa Commandos ausklingen.

## Erfolge und Auszeichnungen
- 1932 Henri-Fontaine-Trophy-Gewinn mit den Providence Reds

## NHL-Statistik
(Legende zur Torhüterstatistik: GP oder Sp = Spiele insgesamt; W oder S = Siege; L oder N = Niederlagen; T oder U oder OT = Unentschieden oder Overtime- bzw. Shootout-Niederlage; Min. = Minuten; SOG oder SaT = Schüsse aufs Tor; GA oder GT = Gegentore; SO = Shutouts; GAA oder GTS = Gegentorschnitt; Sv% oder SVS% = Fangquote; EN = Empty Net Goal; 1 Play-downs/Relegation; Kursiv: Statistik nicht vollständig)